# USS Henley (DD-391)
Lo USS Henley (hull classification symbol DD-391) fu un cacciatorpediniere della United States Navy, entrato in servizio nell'agosto 1937 come parte della classe Bagley.
Attivo durante la seconda guerra mondiale, il cacciatorpediniere rimase coinvolto negli eventi dell'attacco di Pearl Harbor per poi operare nell'oceano Pacifico meridionale come unità di scorta ai convogli nelle acque dell'Australia, servendo anche nel corso della campagna di Guadalcanal e della campagna della Nuova Guinea. La nave fu infine affondata il 3 ottobre 1943 dopo essere stata silurata dal sommergibile giapponese RO-108 mentre operava all'imboccatura del golfo di Huon in Nuova Guinea.

## Storia

### Entrata in servizio e prime azioni

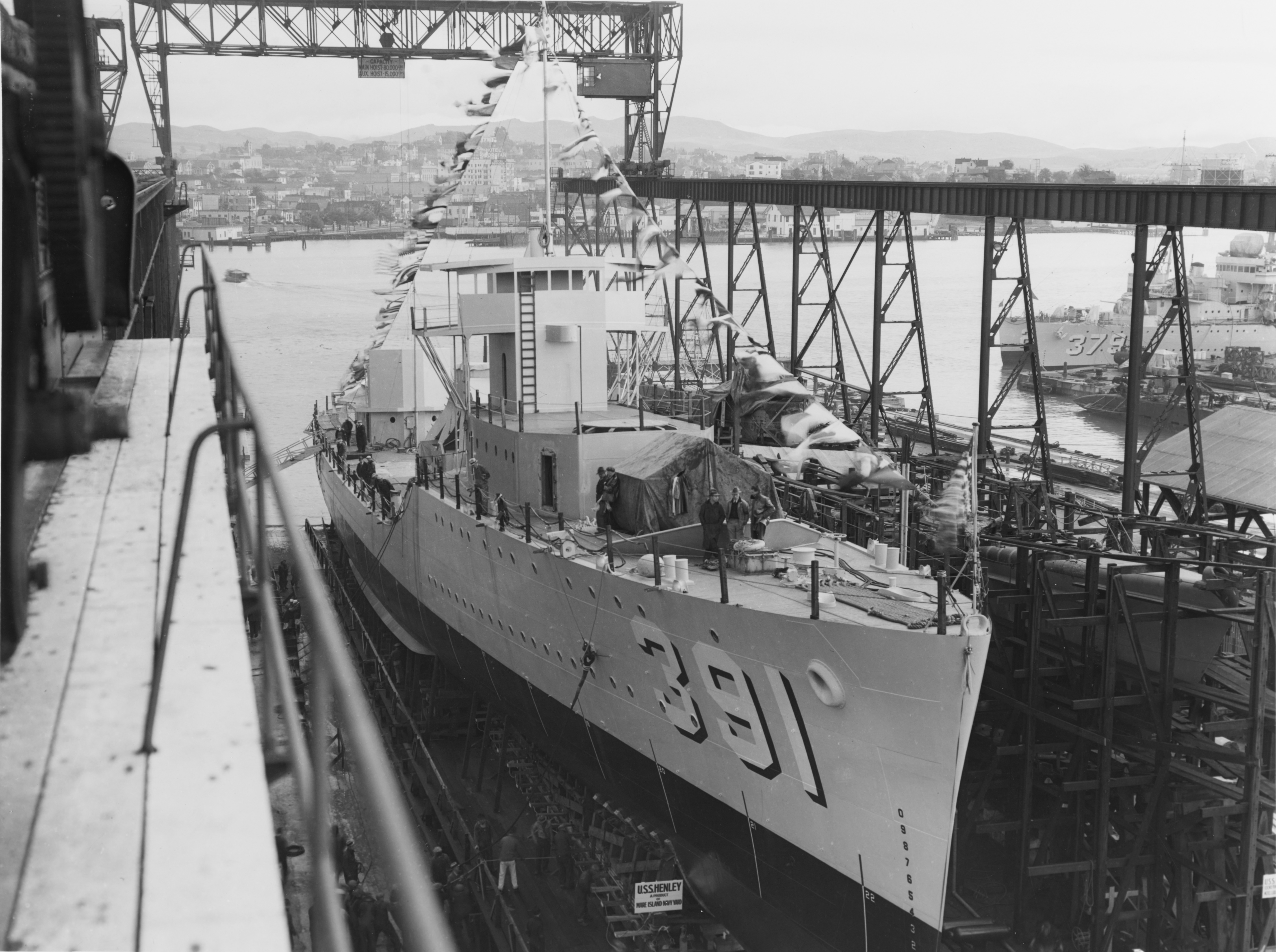
La nave pronta al varo a Vallejo nel gennaio 1937

Impostata il 28 ottobre 1935 nei cantieri del Mare Island Naval Shipyard di Vallejo in California, la nave venne varata il 12 gennaio 1937 con il nome di Henley in onore di Robert Henley (1783–1828), ufficiale della US Navy distintosi nella "quasi-guerra" e nella guerra anglo-americana di inizio XIX secolo; madrina del varo fu Beryl Henley Joslin, una discendente di Henley. La nave entrò quindi ufficialmente in servizio il 14 agosto 1937, e dopo una crociera inaugurale alle Hawaii fu assegnata in forza alla Destroyer Division 11 della United States Pacific Fleet, facendo base a San Diego; dopo operazioni di addestramento di routine lungo la West Coast, dall'aprile 1941 l'Henley fu riassegnato alla base di Pearl Harbor.
Il 7 dicembre 1941, giorno dell'attacco di Pearl Harbor ad opera dei velivoli della flotta giapponese, l'Henley si trovava alla fonda nella base presso l'ancoraggio di Bast Loch e, visto che l'equipaggio era già stato chiamato ai posti di combattimento per un fortunato errore, fu tra le prime unità ad aprire il fuoco contro gli aerei nipponici che bombardavano la base; una bomba giapponese esplose a poca distanza dalla prua del cacciatorpediniere tagliando di netto la catena dell'ancora. Manovrando in mezzo al fumo, ai rottami in fiamme e alla confusione che imperava nella rada, l'Henley riuscì a lasciare l'ancoraggio agli ordini di un ufficiale inferiore (visto che tanto il comandante quanto il suo secondo si trovavano a terra) e a percorrere il canale di uscita dalla base, abbattendo strada facendo un bombardiere in picchiata giapponese con il fuoco delle mitragliatrici di bordo; ottenuto un contatto sonar davanti all'entrata della base, il cacciatorpediniere lanciò un attacco con bombe di profondità contro un probabile minisommergibile giapponese che tentava di penetrare nel porto.

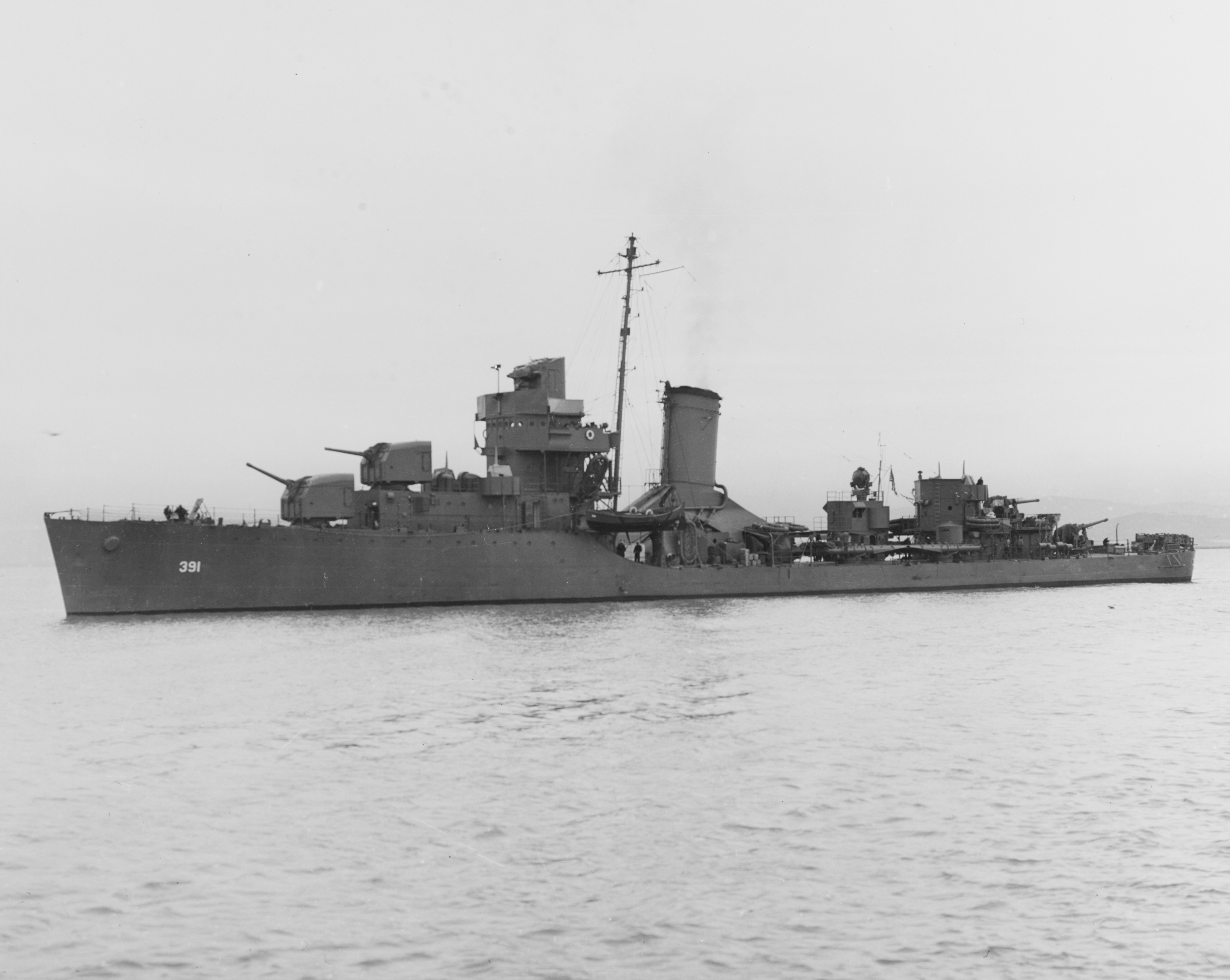
L'unità ritratta in navigazione nel febbraio 1942

Nelle settimane seguenti l'Henley svolse pattugliamenti e operazioni nella zona delle Hawaii a protezione dei convogli e delle formazioni navali in arrivo, partecipando anche alla missione di rinforzo dell'Isola di Wake poi annullata visto che l'isola si trovava sotto pesante attacco giapponese. All'inizio del 1942 il cacciatorpediniere si trasferì in Australia per operare nell'ambito degli scontri del teatro del Pacifico sud-occidentale della seconda guerra mondiale, venendo impiegato principalmente in missioni di scorta ai convogli e di contrasto ai sommergibili giapponesi.
Il 22 luglio l'Henley si trasferì a Wellington in Nuova Zelanda per prendere parte all'imminente campagna di Guadalcanal; dal 7 agosto seguente il cacciatorpediniere operò quindi nelle acque di Guadalcanal, scortando il convoglio con le forze di invasione statunitensi e proteggendolo dagli attacchi dei velivoli nipponici, due dei quali furono abbattuti dai suoi cannonieri. Il cacciatorpediniere continuò a operare al largo di Guadalcanal proteggendo i convogli di rifornimento dalla minaccia degli aerei e dei sommergibili nipponici, per poi rientrare in Australia il 29 agosto. Nei mesi seguenti il cacciatorpediniere operò sulle rotte di collegamento tra l'Australia e la Nuova Zelanda, sempre in missioni di scorta ai convogli e di pattugliamento anti-sommergibili.

### L'affondamento
Il 21 settembre 1943 l'Henley fece parte della flotta incaricata di scortare e appoggiare le truppe australiane dirette a sbarcare a Finschhafen sulla costa sud-orientale della Nuova Guinea, atto di apertura della campagna della penisola di Huon. Sulla rotta di avvicinamento il convoglio fu attaccato da una formazione di dieci velivoli nipponici, e in una violenta battaglia durata mezz'ora l'Henley rivendicò l'abbattimento di tre aerei nemici oltre ad aiutare ad abbatterne altri tre; il cacciatorpediniere rimase quindi a operare nella zona davanti Finschhafen in appoggio ai reparti sbarcati e a protezione dei convogli in arrivo.
Nel pomeriggio del 3 ottobre 1943 l'Henley stava operando in squadra con i cacciatorpediniere USS Reid e USS Smith alla ricerca di eventuali unità nemiche in navigazione nel golfo di Huon. La formazione fu avvistata dal sommergibile giapponese RO-108, che lanciò una salva di siluri in direzione dell'Henley: il cacciatorpediniere riuscì con una brusca manovra a evitare due ordigni in arrivo, ma fu centrato sul lato di sinistra da un terzo siluro; l'esplosione dell'arma distrusse la sala caldaie del cacciatorpediniere e spezzò la chiglia, facendo subito accusare alla nave uno sbandamento di 30°. Salvare la nave si rivelò impossibile e, dopo essere stata abbandonata dall'equipaggio, l'Henley affondò in pochi minuti nella posizione 7° 40' S, 148° 06' E; tra l'equipaggio si contarono 15 o 17 morti.